# Amatorculus stygius
Amatorculus stygius är en spindelart som beskrevs av Ruiz, Brescovit 2005. Amatorculus stygius ingår i släktet Amatorculus och familjen hoppspindlar. Inga underarter finns listade i Catalogue of Life.